# Hastula alboflava
Hastula alboflava é uma espécie de gastrópode do gênero Hastula, pertencente a família Terebridae.